# Hans Candrian
Hans Candrian (* 6. März 1938, Flims, Graubünden; † 9. Januar 1999, Chur) war ein Schweizer Bobsportler.

## Laufbahn
Hans Candrian war ein vielseitiger Sportler. Er war national als Turner bekannt und kantonal im Freistilringen erfolgreich sowie als Skifahrer sportlich aktiv.
1965 begann er mit dem Bobfahren. 1967 kam er in die Schweizer Bobnationalmannschaft, und ein Jahr später gewann er zusammen mit Walter Graf, Willi Hofmann und Jean Wicki die Weltmeisterschaft im Viererbob. Das Quartett trat auch bei den Olympischen Winterspielen 1968 in Grenoble an, wo sie die Bronzemedaille errangen. Candrian und Wicki fuhren auch im Zweierwettbewerb auf den 9. Platz.
Bei den Bob-Weltmeisterschaften 1970 in St. Moritz gewann er Bronze im Zweierwettbewerb (mit Gion Caviezel) und im Vierer mit Max Forster, René Stadler und Peter Schärer. Bei den Europameisterschaften 1971 kamen Candrian und Schärer auf den zweiten Platz. Candrian nahm an den Olympischen Winterspielen 1972 in Sapporo mit einer komplett ausgewechselten Mannschaft teil. Im Zweierwettbewerb kam er mit Heinz Schenker auf den siebten Platz und im Vierer mit Schenker, Gaudenz Beeli und Erwin Juon auf den vierten. Mit Schenker gewann er erneut Silber im Zweierbob bei den Bob-Weltmeisterschaften 1973 in Lake Placid und mit Beeli und Guido Casty und Yves Marchand Silber im Viererwettbewerb 1974.
Bald darauf zog er sich aus der aktiven Sportkarriere zurück, blieb aber bis ins Alter sportlich aktiv. Im Januar 1999 erlitt er einen Herzinfarkt beim Training und starb eine Woche später bei einem Fitnesstest in einem Krankenhaus in Chur.

## Erfolge
- Bronzemedaille Olympia Grenoble 1968
- Vizeweltmeister 1973
- Vizeeuropameister 1971